# Пластизоль

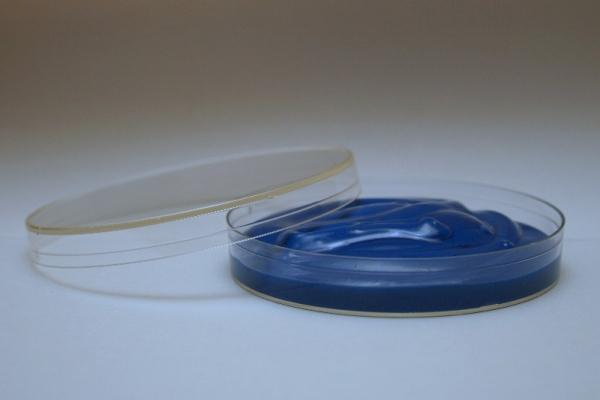
Пластизоль

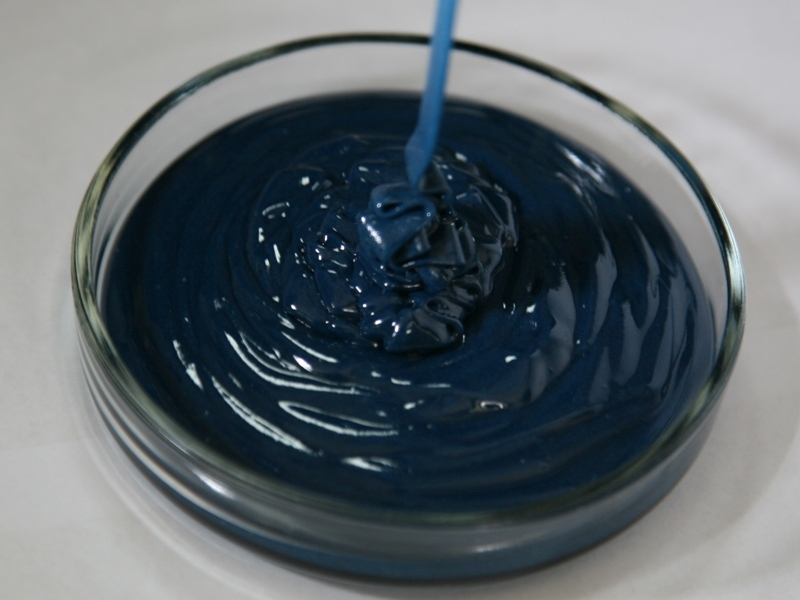
Високов'язкий пластизоль

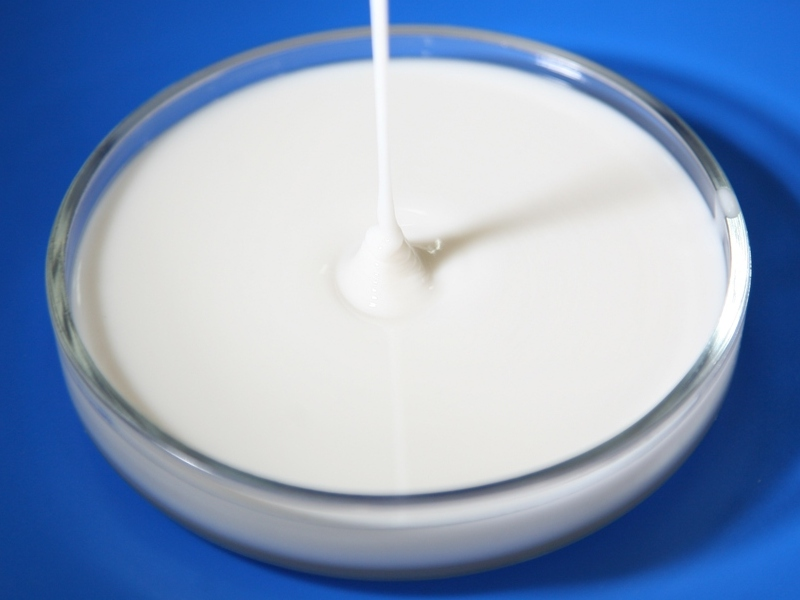
Низьков'язкий пластизоль

Пластизолі — це дисперсії частинок спеціальних сортів полімерів у рідкому пластифікаторі.
Відома значна кількість різних пластизолів, проте широке промислове застосування в даний час знайшли лише пластизолі на основі полівінілхлориду (ПВХ-пластизолі). За звичайних умов пластизолі стабільні і є рідкою або пастоподібною масою, а під час нагрівання пластизоль «желатинізується» — швидко перетворюється на монолітний пластикат із хорошими фізико-механічними властивостями, високим електричним опором і хімічною стійкістю.

## Склад та властивості
Для отримання пластизолей використовують ПВХ, отриманий мікросуспензійною або емульсійною полімеризацією. У ході таких процесів утворюються непористі частинки малого розміру (1-2 мкм), тоді як у процесах у суспензії і в масі утворюються гранули в сотні разів більші. Завдяки малим розмірам частинок за кімнатної температури дифузія пластифікатора в ПВХ настільки повільна, що з точки зору практичного використання вона не відбувається взагалі. Використання смоли з частинками відносно великого розміру збільшує схильність до осадження та може знизити механічні якості, прозорість, глянець, швидкість желатинізації пластизолю.
Для приготування пластизолів придатні первинні пластифікатори загального призначення та вторинні пластифікатори, які застосовують і в інших композиціях на основі полівінілхлориду. Пластифікатори загального призначення, такі як діоктилфталат (ДОФ), забезпечують прийнятну в'язкість пластизолю та його обробку у всьому діапазоні концентрацій. Вторинні пластифікатори обмежено сумісні з ПВХ, це дозволяє використовувати їх разом із первинними пластифікаторами як частину пластифікувальної системи, але за індивідуального використання вони екссудують. Тому на практиці частіше користуються сумішами первинних та вторинних пластифікаторів.
Для термостабілізації пластизолів зазвичай застосовують ті ж стабілізатори, що й для інших матеріалів на основі полівінілхлориду. Перевагу надають рідким стабілізаторам, які, на відміну порошкоподібних, не підвищують в'язкості пластизолів.
Наповнювач у загальному випадку — будь-яка недорога тверда, рідка або газоподібна речовина, яка займає частину об'єму та знижує вартість виробу. У виробництві пластизолів як наповнювачі застосовують подрібнені тверді речовини: скляні мікросфери, різновиди карбонату кальцію, що отримують із мармуру або вапняку тощо. Функціональні наповнювачі додають з метою поліпшення деяких властивостей, наприклад збільшення об'ємного електричного опору виробу, збільшення границі текучості пластизолів або зниження питомої ваги. Крім того, наповнювачі дозволяють змінити в'язкість пластизолю: наприклад, колоїдний діоксид кремнію або незначні добавки бентонітів значно збільшують в'язкість пластизолю. Карбонати кальцію та барію, навпаки, майже не впливають на в'язкість навіть за високого вмісту. Часто для зниження в'язкості як наповнювач застосовують суспензійний полівінілхлорид.
Також у виробництві пластизолів застосовують пігменти, антипірени, антистатики та інші добавки, що використовуються і в інших композиціях на основі полівінілхлориду.
У деяких випадках у пластизолі вводять речовини, що змінюють технологічні властивості: наприклад, оксид кальцію або магнію поглинає вологу, кремнійорганічні рідини знижують поверхневий натяг пластизолю. Для надання пластизолю адгезії до металу або скла використовують олігоефіракрилати, діалілові ефіри з ініціаторами тощо.

## Желатинізація
За нормальних температур частинки ПВХ мало набухають у пластифікаторах, що робить пластизолі стабільними. При підвищенні температури процес набухання прискорюється, пластифікатор повільно проникає в частинки полімеру, їх розміри збільшуються. Агломерати розпадаються на первинні частинки. У міру зростання температури до 80—100 °C в'язкість пластизолю дуже зростає, вільний пластифікатор зникає, а набряклі зерна полімеру дотикаються. На цій стадії, званій переджелатинізацією, матеріал виглядає абсолютно однорідним, проте виготовлені з нього вироби не мають достатніх фізико-механічних характеристик. Желатинізація завершується лише тоді, коли пластифікатор рівномірно розподілиться в полівінілхлориді, і пластизоль перетвориться на однорідну речовину. При цьому відбувається сплавлення поверхні набряклих первинних частинок полімеру та утворення пластифікованого полівінілхлориду. Желатинізацію характеризують температурою, за якої завершується процес. Вироби з пластизолю, підданого нагріванню при цій температурі, мають найвищі фізико-механічні характеристики.

## Методи переробки
Власне пластизоль є напівпродуктом, який використовують у виробництві дуже багатьох товарів технічного, побутового та спеціального призначення. Завдяки тому, що пластизолі мають відносно високу плинність за великих напруг зсуву і невисоких температур, з них легко виготовляти вироби відносно складної форми. При цьому для пластизолів характерна дуже висока в'язкість або навіть повна неплинність за низьких напруг зсуву, завдяки чому виготовлені вироби не втрачають форми до затвердіння пластизолю. Переробка пластизолю включає формування виробів за кімнатних температур і желатинізацію при 120—200 °C, внаслідок якої пластизоль твердне у всьому об'ємі без порушення однорідності системи. Спосіб формування залежить від форми та призначення виробу. Пластизолі переробляють такими методами: вмочання, заливання у форми, ротаційне формування, екструзія, розпилення, трафаретний друк та шпредування.

### Вмочання
Вмочання полягає в тому, що моделі або вироби занурюють у ємність із пластизолем, потім витягують і нагрівають до 170—180 °C. Іноді тіло, що занурюється, попередньо нагрівають до 100—180 °C, в цьому випадку за одне занурення можна отримати виріб товщиною 0,5—3 мм. Цим способом переробляють пластизолі низької або середньої в'язкості, які починають текти за досить великих напруг зсуву. Вони також повинні мати досить високу життєздатність, оскільки час перебування пластизолю у ванні може бути тривалим. Вмочанням отримують пальчатки, рукавиці, піпетки, втулки, прокладки тощо. Цим методом наносять антикорозійні покриття, що легко знімаються, на запасні частини машин та інструменти. Вироби з металів плакують пластизолем, що містить адгезив. Покриття з пластизолю запобігають розлітанню уламків при вибуху скляних флаконів з аерозолями.

### Заливання у форми
Існують два способи переробки пластизолів заливанням у форми: заливання у відкриті форми та заливання з виливанням («зворотне вмочання»). Цим методом переробляють пластизолі низької чи середньої в'язкості. Форми для заливання штампують з алюмінію або одержують гальванічним методом із шарів срібла, нікелю та міді. Заливання у відкриті форми здійснюють на конвеєрі, стрічка якого проходить спочатку заливальну машину, а потім піч і ділянку охолодження. Спосіб придатний для монолітних виробів. Іноді використовують закриті форми, куди пластизоль нагнітається під тиском через вузький отвір. При заливанні з виливанням пластизоль поміщають у попередньо нагріту до 80—100 °C форму, де витримують деякий час, достатній для того, щоб пристінний шар матеріалу утворив плівку. Після цього надлишок рідкого пластизолю зливають, а форму з плівкою, що прилипла до неї, поміщають у піч для желатинізації. Готовий виріб після часткового охолодження легко видаляється із форми. Метод застосовують для виготовлення ємностей, чобіт та інших порожніх виробів.

### Ротаційне формування
Ротаційним формуванням також виготовляють порожнисті вироби, такі як посудини, манекени, ляльки, м'ячі, поплавці тощо. Для цього дозовану порцію пластизолю завантажують у металеву форму, яку герметично закривають і обертають у трьох взаємно перпендикулярних площинах, одночасно нагріваючи в печі. Після закінчення желатинізації пластизолю форму переносять до охолоджувальної камери для охолодження матеріалу. Потім форму зупиняють, відкривають та витягують готовий виріб.

### Екструзія
Екструзією пластизолю отримують переважно ізоляцію для проводів та еластичні профілі. Для перероблення пластизолю цим методом застосовують спеціальні екструдери з подовженим шнеком, оснащеним дрібною наріззю. Температура циліндра екструдера має бути близько 150 °C, а температура на виході з мундштука — близько 180 °C. Мимовільному витіканню пластизолю з машини запобігає сітка, встановлена перед мундштуком.

### Розпилення
Розпилюють пластизолі за допомогою пневмонасосів через пістолет безповітряного розпилення. Розпилення застосовують для нанесення покриттів, що захищають днище кузова автомобіля від корозії та стирання, а також для ізоляції від шуму. На цьому ж обладнанні можна шприцювати пластизоль через пістолет у вигляді джгута на зварні шви для їх герметизації. Здійснюють також розпилення пластизолю в постійному електричному полі високої напруги. При цьому частинки пластизолю потрапляють у зону коронувального від'ємного електрода, набувають заряду і під дією сил електричного поля осаджуються на протилежно зарядженому електроді, роль якого виконує покриваний виріб. За такого способу розпилення значно знижуються втрати матеріалу на розсіювання в повітрі.

### Шпредування
Шпредуванням виготовляють штучні шкіри, вінілові шпалери, тенти тощо. Суть методу полягає в намазуванні матеріалу на рухому тканинну стрічку ножем або мазальним валиком.

## Застосування
- В автомобілебудуванні пластизолі використовують для антикорозійних, ущільнювальних, абразивостійких, протишумових та ізоляційних покриттів, для герметизації фільтрувальних елементів повітряних і масляних фільтрів і фільтрів вентиляції картера автомобілів;
- у медицині — виготовлення деталей медичних інструментів, мішків для крові, спринцівок;
- у консервній промисловості — як ущільнювальні мастики;
- у виробництві споживчих товарів — для виготовлення дитячих іграшок, м'ячів, брелоків, взуття, одягу, посуду;
- у виробництві будівельних матеріалів — для виготовлення лінолеуму, вінілових шпалер, тентів, покриттів металочерепиці, склосіток;
- для виробництва рукавичок технічного призначення.